# Georges Hébert
Georges Hébert (Parigi, 27 aprile 1875 – Tourgéville, 2 agosto 1957) è stato un insegnante francese, specializzato in educazione fisica sia teorica che applicata.
Ufficiale nella Marina francese prima della Grande Guerra, Hébert fu di stanza nella città di Saint-Pierre, nella Martinica. Nel 1902 la città fu vittima di una catastrofica eruzione vulcanica e Hébert coordinò eroicamente l'evacuazione e il soccorso di centinaia di persone. Questa esperienza ebbe profondi effetti su di lui e rafforzò la sua convinzione che le capacità fisiche e atletiche andassero combinate con le qualità del coraggio e dell'altruismo. Egli sintetizzò la propria etica nel motto: "Essere forti per essere utili".

## I viaggi
Hébert viaggiò per tutto il mondo, e fu impressionato dallo sviluppo fisico e dall'abilità nel muoversi dei popoli indigeni in Africa e altrove:
Mentre era ancora in mare, Hébert cominciò a sistematizzare un metodo di allenamento fisico modellato sulle abilità dei popoli indigeni che aveva incontrato.

## Il ritorno in Francia
Dopo il suo ritorno in Francia, Hébert divenne insegnante di educazione fisica al college di Reims, dove cominciò a definire i principi del suo sistema e a creare attrezzi e esercizi per insegnare il suo Metodo Naturale. In questo fu influenzato, oltre che dai metodi di allenamento osservati in Africa, anche dalla rappresentazione del corpo umano nella statuaria greco-romana e dagli ideali delle palestre dell'antica Grecia.

Il sistema di Hébert rifiutava la sclerotizzazione dei metodi allora in voga: la ginnastica correttiva e il popolare Metodo Svedese che gli sembravano incapaci sia di contribuire ad uno sviluppo armonico del corpo, sia di preparare i suoi studenti agli imperativi morali della vita.

Allo stesso modo Hébert pensava che gli sport competitivi, concentrandosi sulla performance, mancassero i loro obiettivi sia di fortificazione del fisico, sia di promozione di sani valori morali.

## Corpo, mente e spirito
Per Georges Hébert, influenzato dalla lezione del "nobile selvaggio" del filosofo e pedagogista Jean-Jacques Rousseau, solo l'osservazione della natura poteva guidare le persone ad un corretto modo di allenare il fisico. Egli scrisse:
Nel senso virile o energetico il sistema consiste nell'avere sufficiente energia, volontà, coraggio, freddezza e fermezza

In un  senso morale educazione, elevando le emozioni, dirige o mantiene la fibra morale in un modo utile e benefico

Il vero Metodo Naturale, in questo ampio senso, deve essere considerato come il risultato di queste tre particolari forze: è una sintesi fisica, virile e morale. Che risiede non solo nei muscoli e nel respiro, ma soprattutto nell'energia che viene usata, nella volontà che la dirige e nella sensibilità che la guida»
Hébert definì le linee guida principali e le regole principali del Metodo Naturale come:

## L'eredità di Hébert
L'insegnamento di Georges Hébert ha continuato ad espandersi prima e durante la Seconda guerra mondiale, divenendo il sistema standard di formazione fisica militare francese, ed ha influenzato sia il tedesco Turnverein ("movimento di ginnastica") che lo sport anglo-sassone.

Era inoltre un fautore, in anticipo sui tempi, dei benefici dell'esercizio fisico per le donne. Nel suo lavoro "La bellezza plastica e muscolare", alle stampe nel 1921, Hébert criticava non soltanto la moda dei corsetti, ma anche l'inattività fisica imposta alle donne dalla società europea dell'epoca. Seguendo il metodo naturale di sviluppo fisico, energetico e morale, ha scritto, donne potrebbe sviluppare la sicurezza di sé, la volontà e l'abilità atletica così come le loro controparti maschili.

Hébert Scrisse:
Una sessione di allenamento consiste quindi di esercizi all'aperto - un percorso, lungo da qualche centinaio di metri a qualche chilometro, durante il quale si cammina, si corre, si salta, si avanza a quattro zampe, ci si arrampica, si cammina in equilibrio instabile, si porta, si lancia si combatte e si nuota.

Il percorso può essere svolto in due modi:
1. in modo naturale o spontaneo senza una meta specifica in campagna.
2. in un ambiente disegnato appositamente.

Tutti gli esercizi possono essere svolti mentre si attraversa l'ambiente.

Infine le sedute d'allenamento possono durare dai venti ai sessanta minuti.»
Quindi, Hébert fu tra i promotori dei "parcours" o percorsi ad ostacoli come forma di addestramento fisico, ora utilizzata dai militari, ed ha condotto allo sviluppo del fitness e dei corsi di sopravvivenza. Infatti, la corsa in terreni boscosi percorrendo assi di equilibrio, scalette, ponti di corda e ostacoli simili è oggi descritta come "hebertismo" o "percorso Hébert" sia in Europa che in America del Nord. Si può persino rilevare come gli attrezzi dei giochi di avventura derivino dai disegni originali fatti da Hébert all'inizio '900.

Come ex marinaio, Hébert modellò alcuni dei suoi attrezzi sugli ostacoli che si possono trovare sui ponti di una nave; era inoltre un fautore dell'addestramento naturale o spontaneo in ambienti non progettati.

L'anno 1955, in occasione del cinquantesimo compleanno del Metodo Naturale, Hébert fu insignito del titolo di Comandante della Légion d'honneur dal governo francese, come riconoscimento dei molti servizi resi al suo paese.

Nel 1957, Georges Hébert, vittima di una paralisi, fu oggetto dell'ammirazione del suo entourage re-imparando a camminare, parlare e scrivere.

Morì il 2 agosto di quell'anno, ma la sua eredità rimane.
Ci sono scuole e palestre in tutta Europa che promuovono il metodo naturale di addestramento fisico, alcune delle quali hanno i propri "parcours" elaborati in ambienti naturali.
Più recentemente, la sintesi degli insegnamenti del Hébert ha influenzato lo sviluppo dei percorsi come "arte del movimento" in senso proprio, portando alla nascita di nuove concezioni sia di spazio che di allenamento.

### Hébert
- L'éducation physique ou l'entraînement complet par la méthode naturelle, Librairie Vuibert, Paris, 1912
- La Culture Virile et les Devoirs Physiques de L'Officier Combattant, Libairie Vuilbert, Paris, 1913
- Le Sport contre l'Éducation physique, Librairie Vuibert, Paris, 1946, 4e édition (1e édition. 1925)
- L'éducation physique et morale par la méthode naturelle. Tome I. Exposé doctrinal et Principes directeurs de travail, nombreuses illustrations, Librairie Vuibert, Paris, 1941-1942
- L'éducation physique virile et morale par la méthode naturelle. Tome II. Technique des Exercices. Technologie. Marche. Course. Saut. , Librairie Vuibert, Paris, 1942, 643 pp.
- L'éducation physique virile et morale par la méthode naturelle. Tome III. Technique des exercices. Fascicule 1. Quadrupédie., Librairie Vuibert, Paris, 1943, 244 pp.
- L'éducation physique virile et morale par la méthode naturelle. Tome III. Technique des exercices. Fascicule 2. Grimper., Librairie Vuibert, Paris, 1943, 244 pp.
- Marche et Sauts, 1942
- Grimper, 1943
- Equilibrisme, 1946

### Altri libri
- Sylvain Villaret and Jean-Michel Delaplace: La Méthode Naturelle de Georges Hébert ou «l'école naturiste» en éducation physique. .